# Odynerus semiaethiopicus
Odynerus semiaethiopicus är en stekelart som beskrevs av Giordani Soika. Odynerus semiaethiopicus ingår i släktet lergetingar, och familjen Eumenidae. Inga underarter finns listade i Catalogue of Life.